# Croton pardinus
Espèce
Croton pardinus est une espèce de plantes à fleurs du genre Croton et de la famille des Euphorbiaceae, présente au Brésil (São Paulo).
Il a pour synonyme :
- Oxydectes pardina, (Müll.Arg.) Kuntze